# Paulasquama callis
Paulasquama callis – gatunek małej słodkowodnej ryby sumokształtnej z rodziny zbrojnikowatych (Loricariidae), jedyny przedstawiciel rodzaju Paulasquama.

## Zasięg występowania
Gatunek endemiczny, znany jedynie z rzeki Waruma.

## Taksonomia
Gatunek i rodzaj opisane naukowo przez Armbrustera i Taphorna w 2011 z rzeki Waruma w dorzeczu Essequibo w północno-zachodniej Gujanie. Autorzy zaliczyli nowy takson do kladu Ancistrus.

### Etymologia
Nazwa rodzajowa Paulasquama wywodzi się od łacińskich słów paulus (mały) i squama (zbroja z łusek) i nawiązuje do płytek kostnych leżących na grzbiecie ryby. Epitet gatunkowy callis (kamienny, nierówny) nawiązuje do charakterystycznych płytek kostnych na bokach głowy tego gatunku.

## Cechy charakterystyczne
P. callis ma ciało częściowo spłaszczone grzbietobrzusznie, ciemnobrązowe z nieco ciemniejszymi plamami. Różni się od wszystkich opisanych rodzajów podrodziny Hypostominae brakiem płytek kostnych na owalnym obszarze leżącym obok kości sitowej, obecnością małych płytek w grzbietowych rzędach poniżej płetwy grzbietowej i obecnością mięsistego kila leżącego przed i nieco poniżej płytki kostnej położonej przed płetwą tłuszczową. Wieczko skrzelowe (operculum) ma sierpowaty kształt.
Dorosłe osobniki tego gatunku osiągają maksymalnie 4,7 cm długości standardowej (SL).